# Alan Tang
Alan Tang, de son vrai nom Tang Kwong-wing (鄧光榮, 20 septembre 1946 - 29 mars 2011), est un acteur, producteur et réalisateur hongkongais.
En tant que producteur, il est reconnu pour avoir permis à Wong Kar-wai de se lancer en produisant ses deux premiers films : As Tears Go By (1988) et Nos années sauvages (1990).

## Biographie

### Jeunesse
Né à Canton au Guangdong, Tang est le cadet d'une fratrie de quatre enfants, ayant deux frères et deux sœurs. Il a son premier rôle à 16 ans dans le film The Student Prince (1963), qu’il a obtenu après que des amis de l'école aient montré sa photo aux personnes qui tournaient un film dans leur école secondaire. Son rôle dans ce premier film lui vaudra le surnom de « Prince étudiant ».
Il est scolarisé au New Method College (en), puis étudie le droit à l'université de Hong Kong avant de décider de poursuivre une carrière d'acteur.

### Carrière
Tang joue dans des films pour adolescents ave Josephine Siao, Chen Chen et Connie Chan dans les années 1960. Il est souvent élu « Meilleur acteur masculin » durant cette période par les magazines de cinéma. Il devient célèbre après son déménagement à Taiwan dans les années 1970 où il fait plus de 60 films, souvent des drames ou des romances, et souvent avec Brigitte Lin.
Il est rapporté que Tang gagnait 150 000 HK$ par film en raison de sa popularité. Dans un article de 1974, Tang affirme tourner six films en même temps, mais un seul à la fois par jour, ce qui rend la tâche difficile aux producteurs. En 1974, Tang joue non seulement dans le film Splendid Love in Winter avec Chen Chen, mais il le produit également. Cette même année, dans le film Les Frères Dynamite (en), il joue avec James Hong et le joueur de football américain Timothy Brown. Tang poursuit sa carrière cinématographique à Hong Kong et à Taïwan à la fin des années 1970. En 1977, il joue dans le film d'amour Impetuous Fire de John Lo Mar avec la jeune actrice montante Candice Yu. Le film est tourné principalement à Macao ce qui permet à Tang de s'y faire connaître.
Fin 1977, il fonde la société de production Wing-Scope Company.
Alors que Tang travaille à Taiwan et que sa petite amie de l'époque (Janet Yim) se trouve à Hong Kong, le couple a des difficultés occasionnelles, en particulier parce que la presse relate chacun de leurs mouvements. Tang et Janet, cependant, restent ensemble, malgré le fait de vivre sous surveillance constante.
En 1987, Tang fonde une autre société de production, In-Gear Film Production (en), travaillant aux côtés de son frère, le producteur Rover Tang, et continuant à produire et jouer dans des films, s'établissant comme une vedette des films d'action. Il apparaît dans un certain nombre de films, généralement sur le thème des triades, comme Flaming Brothers (en), Gangland Odyssey, Return Engagement, Gun n' Rose et The Black Panther Warriors (en). Il produit également deux films réalisés par Wong Kar-wai : As Tears Go By et Nos années sauvages.

### Collaboration avec Wong Kar-wai
Au milieu des années 1980, Wong Kar-wai devient scénariste/réalisateur chez Wing-Scope et In-Gear, et écrit les scripts des films Return Engagement et Flaming Brothers, tous deux avec Tang.
Le style artistique nostalgique de Wong prend forme au cours de son apprentissage chez Tang, qui produit son premier film, As Tears Go By. La carrière de Wong prend son envol avec Nos années sauvages en 1990, malgré la perte de plusieurs millions de dollars investis par Tang.

### Fin de vie
Après sa retraite, Media Asia Entertainment Group obtient les droits des films de In-Gear en DVD. Durant les années 1990, Tang poursuit une deuxième carrière dans la restauration. En outre, il est un philanthrope actif à Hong Kong et en Chine continentale à la fois en tant que particulier et en tant que membre de Rotary International. Selon les mémoires posthumes du militant pour la démocratie Szeto Wah, Tang a fourni un important soutien financier et matériel pour aider les militants à fuir la Chine après les terribles manifestations de la place Tian'anmen de 1989. Szeto affirme que Tang a participé à l'opération Yellow Bird en exerçant sa grande influence à Macao et en « s'impliquant personnellement pour gagner du temps, il resta discret et ne revendiqua jamais sa part de gloire ».
Le 29 mars 2011, Tang meurt à son domicile de Ho Man Tin (zh) vers 21h00 d'une crise cardiaque.

## Rumeur tabloïd
En décembre 2013, Next Magazine (en) publie la vidéo d'un entretien avec l'actrice Yammie Lam, dans lequel elle déclare avoir été violée par deux « grands frères » de l'industrie du divertissement de Hong Kong, plus de vingt ans auparavant. Elle affirme que le premier homme, qui l'a violée après avoir consommé de l'alcool, est décédé récemment et que l'autre l'a violée lors d'un tournage à Singapour après avoir obtenu la clé de sa chambre et s'étant introduit la nuit. Elle déclare que l'influence de ces hommes dans l'industrie du cinéma l'a dissuadée de signaler l'incident à la police. L'intervieweur mentionne les noms des deux hommes accusés lors de l'entretien et Lam reconnaît leur exactitude, mais les parties audio sont censurées dans la vidéo publiée par Next Magazine. On ignore si ces modifications ont été apportées par le magazine ou par l'intervieweur d'origine,. Par la suite, une source anonyme citée dans Sina News corrobore le viol présumé à Singapour et affirme que l'homme important avait annoncé à l'équipe de tournage son intention de « s'amuser » avec Lam avant d'entrer par effraction dans sa chambre.
En janvier 2018, le journaliste chinois Zhuo Wei met en ligne ce qui semble être la vidéo non censurée de l'interview de Yammie Lam, qui révèle que les violeurs présumés sont Eric Tsang et Alan Tang. Un jour plus tard, l'accusation de viol contre Eric Tsang est corroborée par Grace Han, autrefois responsable de l'agence Ford Model Management en Asie. Tsang nie en bloc à la fois l'authenticité de la vidéo et les accusations de Grace Han, et une semaine plus tard, il engage une action en diffamation contre Han devant la Haute Cour de Hong Kong,.
Plusieurs médias ont fait craindre que la partie audio de la vidéo de 2018 ait pu être modifiée, notant que la voix de l'intervieweur ressemblait plus à celle d'une femme dans la vidéo de 2018 et à celle d'un homme dans la vidéo de 2013. Cependant, les experts suggèrent que l'explication la plus probable est que la vidéo publiée en 2013 a été modifiée numériquement pour dissimuler l'identité de l'intervieweur et que celui-ci était en fait une femme. Ils soulignent également que la vidéo de 2018 contient des bruits de fond non supprimés, indiquant qu'il s'agit soit de la vidéo d'origine, soit d'un état de montage précédent, par rapport à la vidéo de 2013, qui comporte une suppression du bruit. Cela implique que le responsable des fuites a eu accès à la vidéo originale non modifiée et qu'il s'agit probablement de l'intervieweuse elle-même,. Tsang a déclaré que l'incident présumé avait déjà fait l'objet d'un procès en diffamation en 2006, qu'il avait gagné. « Nous avons déjà blanchi notre nom. Mais après toutes ces années, les gens continuent à en parler, je veux mettre un terme à la cyberintimidation », a-t-il déclaré,.

## Filmographie
- 1972 : La Vengeance du léopard
- 1990 : Return Engagement
- 1992 : Gun n' Rose